# ソマリランド

ソマリランド共和国
Jamhuuriyadda Soomaaliland
（ソマリ語）
جمهورية صومالي لاند（アラビア語）
Republic of Somaliland （英語）

国の標語：لا إله إلا الله محمد رسول الله
（アラビア語: アッラーフの他に神はなし。ムハンマドはアッラーフの使徒である。）
国歌：平和万歳

ソマリランド共和国（ソマリランドきょうわこく、ソマリ語: Jamhuuriyadda Soomaaliland、英: Republic of Somaliland）は、東アフリカにある共和制国家。通称ソマリランド（ソマリ語: Soomaaliland、英:  Somaliland）。アフリカの角と呼ばれる地域のうち、旧イギリス領ソマリランドを領土と宣言しており、少なくともその西半分を実効支配している。国際的にはソマリアの一部とされているが、ソマリランド政府自身はソマリアとの関係を強く否定している。東部はプントランド（ソマリランド政府の見解によれば「ソマリア｣）、南部はエチオピア、西部はジブチと接し、北はアデン湾に面する。内戦に陥ったソマリアの北西部が1991年5月、同国からの独立を宣言して成立した。ただし現在では「独立」ではなく1960年に作られた国家の「再独立」という位置づけである。首都をハルゲイサに置き、実質的に独立国家として機能しており、2025年3月時点で国家の承認をしている国際連合加盟国はないものの、2020年7月に中華民国（台湾）が承認した。2024年1月には国連加盟国であるエチオピアがソマリランドの海岸を借りる代わりに国際承認される可能性があると報じられたが、2024年12月時点では否定している。この他、ケニアのように代表機関の設置や要人往来で公的な関係を持つ国がいくつか存在する（｢#国際関係と外交」｢ムセ・ビヒ・アブディ#ソマリランド大統領」参照）。
国連非加盟国のなかでは最大の面積の実効支配地域を持つ。

## 国名
ソマリランドは英語でソマリ人（Somali）と土地（land）を合体したもので、｢ソマリ族（人）の地」という意味。｢ソマリ」の語源についてはソマリア#名称参照。広義にはソマリ族が多く居住するアフリカの角全域を指す。列強のアフリカ分割後、イギリスに割り当てられた地域（植民地）を指す言葉となり、1960年にソマリアと合邦するまでの短期間のみ独立する際も植民地時代と同じくソマリランドがそのまま用いられた。ソマリランド共和国は1960年の独立を回復したという位置付けであるため、名称をそのまま継承している。
公用語表記は以下の通り。カッコ内はラテン文字転写。
- ソマリ語: Jamhuuriyadda Soomaaliland、略称はSoomaaliland。
- アラビア語: جمهورية أرض الصومال (Jumhūrīyat Arḍ aṣ-Ṣūmāl)またはجمهورية صوماليلاند (Jumhūrīyat Ṣūmālīlānd)。略称はصوماليلاند (Ṣūmālīlāndまたはأرض الصومال (Arḍ aṣ-Ṣūmāl)。
- 英語: Republic of Somaliland、略称はSomaliland。

日本語ではソマリランド共和国、通称ソマリランドが一般的である。日本では国名の漢字表記は行われていないが、ソマリランドと国交のある中華民国（台湾）では索馬利蘭と表記する。
ソマリア時代は、南に位置する旧イタリア領ソマリランドと対比して北部地域（Northern Regions）と呼ばれた。現在でもまれに使用例がある。

## 領域

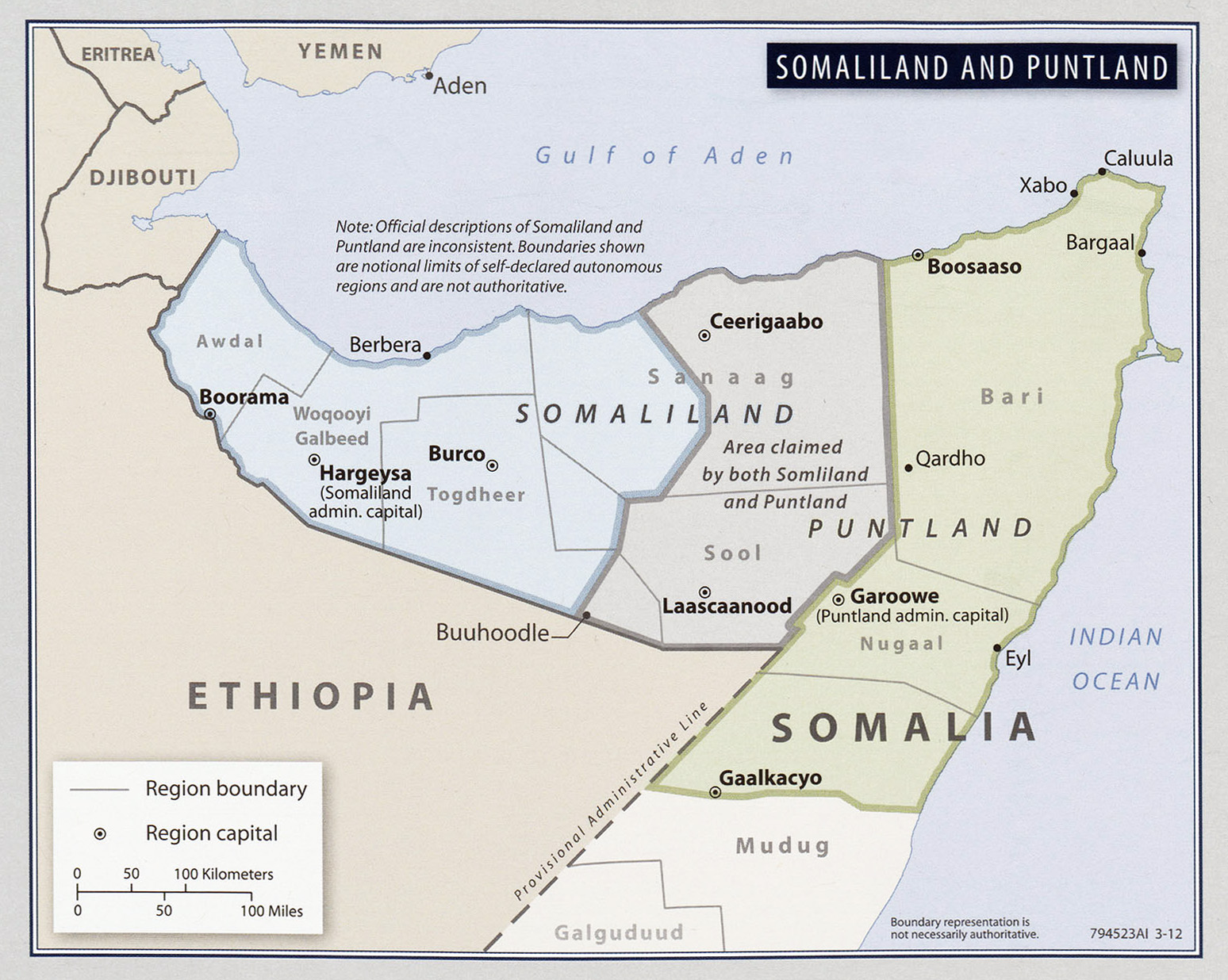
ソマリランドは旧イギリス領ソマリランドの領域（図の水色と灰色）を領土と宣言しているが、東部（灰色）はプントランド（カーキ色）との係争地域となっている。

2000年に発表されたソマリランド憲法によれば、ソマリランドの領土は旧イギリス領ソマリランドと同一である。
ただし東部地域は住民の血縁がプントランドの住民に近く、プントランドも領有権を主張する係争地域となっている。2002年以降はプントランドが、2007年以降はソマリランドが係争地域のほとんどを実効支配していたが、2023年に紛争地域自体がチャツモ国としてソマリランドにもプントランドにも属さないと宣言した。
西部のアウダル地域は、2014年にガダブルシ氏族の一派ジブリール・ヨーニスの族長がソマリランドからの離脱とソマリア連邦への加入を宣言したが、その動きは広がらず、その族長は2015年にソマリランドを離れて国外で活動している。つまり、アウダルでは多少の反ソマリランド活動はあるものの、概ねの住民はソマリランドに恭順している

## 地方行政区分
ソマリランドは6つの地域（州とも）に区分される。おおむねソマリア時代の行政区画を元にしているが、旧北部ガルベード地域は、首都ハルゲイサがあるマローディ・ジェーハ地域と港湾都市ベルベラがあるサヒル地域に分割されている。さらにはサヒル地域にトゲアー地域北部の一部が編入されている。サナーグ地域とスール地域は旧ソマリアと同じ領域であるが、実効支配しているのはそれぞれの西半分のみである。

### 主要都市
- ハルゲイサ / ソマリランドの首都。中世までの主要都市は海岸沿いのゼイラやベルベラだったが、19世紀からこの地の統治を始めたイギリス人にとっては暑かったため、気候おだやかなハルゲイサに行政府が置かれた。

- ベルベラ / ソマリランド最大の貿易港。中東からの物資をエチオピアに運ぶための港として注目されており、アラブ首長国連邦などの投資で大規模な港湾整備が進められている。

- ゼイラ / 歴史的にはソマリランドで最重要の港町。近年は人口が低下し、主要港は東部のベルベラに移っている。

- ボラマ / ソマリランドの主要氏族の一つガダブルシ氏族の分布地域最大の都市。ソマリランド独立当初はここに議会が置かれた。

- ラス・アノド / ソマリランドの主要氏族の一つダロッド氏族（デュルバハンテ支族）の分布地域で最大の都市。2023年までソマリランドが実効支配していたが、2023年に住民が反乱してソマリアへの帰属（ソマリランドからの離脱）を宣言した[11]。

- トグワジャレ / エチオピアとソマリランドを結ぶ国境の町として最大[12]。

- ブラオ / ソマリランドのほぼ中央に位置する人口第2の都市。ソマリランド東部と西部をつなぐ交易の中継点でもある。

- エリガボ、エル・アフウェイン、アイナバ / それぞれソマリランドの主要氏族イサックの住む東端。これより東はダロッド氏族の居住地となる。エリガボはダロッド氏族ワルサンガリ支族との共存都市[13]。アイナバは元はダロッド氏族デュルバハンテ支族の町だったが、イギリス領ソマリランド時代のダロッド氏族反乱後に、イギリス軍に味方したイサック氏族の支配下となった[14]。

- バハン / ソマリランドが領有権を唱えているが、東のプントランド建国以降はほぼ一貫してプントランドの支配下にある。[15]

- メイト / 現在は小さな港町だが、中世にはソマリランドの主要氏族イサックが拠点としていた。[16]

- ラス・コレー / ソマリランドとプントランドが共に領有権を唱えており、それぞれが時々軍を出して占領しているが、長期占領には成功しておらず、事実上どちらにも属していない。ソマリア内戦以降、密貿易の拠点となっている。住民の意識は比較的プントランド寄りとされる。[17]

## 住民

### 民族と氏族
住民のほとんどはソマリ人。ソマリ人は父系の血統集団である氏族に所属しており、例えば選挙では自分の所属する氏族の候補に投票すると言われている。ただし2025年には「特定の氏族を支持しない若者も増えている」とも報道されている。
氏族には身分を保証するするためのものという側面もある。ソマリ人は遊牧民が多く、遊牧民は西洋的な意味での定住場所が無いため、互いに住所の代わりに氏族を名乗ることで、共通の知人などがわかり、初対面の相手でもある程度打ち解けることができる。
1993年に設立されたソマリランド長老院の氏族構成が当時の人口比率を元に決められており、それに基づけばイサック氏族が約5割、ダロッド氏族が約2割、ガダブルシ氏族が約1割、その他約2割である。
イッサ氏族はジブチ（旧フランス領ソマリ）で多数派を占めているほか、エチオピアにも居住している氏族であるが、イサックとは名前は似ているものの実際には無関係であり、氏族で言えばディル氏族に属する。
ガボーイェは被差別民であり、狩猟、靴職人、皮なめし職人、井戸掘り、水運びなどの職業集団である。ソマリランドの被差別民としては最も人口が多い。
| ラベル         | 人数 | 割合 | 氏族 (人数/割合)    |
| -------------- | ---- | ---- | ------------------- |
| ハバル・ジェロ | 14   | 17%  | イサック (45/54%)   |
| ハバル・アワル | 9    | 11%  | イサック (45/54%)   |
| ガーハジス     | 11   | 13%  | イサック (45/54%)   |
| アラップ       | 6    | 7%   | イサック (45/54%)   |
| アユブ         | 3    | 4%   | イサック (45/54%)   |
| トル・ジェロ   | 2    | 2%   | イサック (45/54%)   |
| デュルバハンテ | 11   | 13%  | ダロッド (18/22%)   |
| ワルサンガリ   | 7    | 9%   | ダロッド (18/22%)   |
| ガダブルシ     | 10   | 12%  | ガダブルシ (10/12%) |
| イッサ         | 4    | 5%   | イッサ (4/5%)       |
| マディガン     | 1    | 1%   | その他 (1/1%)       |
| アバ・ユニス   | 1    | 1%   | その他 (1/1%)       |
| ガボーイェ     | 1    | 1%   | その他 (1/1%)       |
| アキショ       | 1    | 1%   | その他 (1/1%)       |
| ガハイレ       | 1    | 1%   | その他 (1/1%)       |
| 合計           | 82   | 100% |                     |

### 国籍
2001年に改正されたソマリランド憲法によれば、1960年6月26日以前にソマリランドに居住していた人物の子孫である者がソマリランド市民として認められる、とされている。
そのため、ソマリランドが独立宣言した1991年より以前からソマリランドに住んでいるソマリ人であっても、それだけではソマリランド国民としては認められない。2021年にはこの条件に合わないソマリ人が多数国外追放された。

### 言語
大多数の国民はソマリ語を話す。ソマリ語とアラビア語が公用語である。イスラム教の必修技能であるアラビア語の教育は学校で義務的に行われ、国中のモスクでも使用される。また英語も学校で話され、教育されている。

## 宗教
ほぼ全ての国民がイスラム教スンナ派である。

### 宗教関連法
ソマリランド憲法第33条では「すべての人は信仰（belief）の自由を有し、他の信仰を強制されることはない」とされている。ただしソマリランド憲法第5条でイスラム教は国教と定められており、イスラム教以外の布教の禁止、シャリーアに基づく法律の制定などが定められている。イスラム教徒の改宗は禁止されている。
衆議院議員立候補者は、イスラム教の規範を守っているイスラム教徒である必要がある（第41条）。大統領と副大統領は自身と配偶者がイスラム教徒である必要がある（第82条）。
政府や議会とは独立したウラマー評議会があり、宗教上の判断の権限と責任を有する。ウラマー評議会メンバーは終身制で、死亡時または資格を失う行為をした場合には内閣と長老院が共同で選んだ人を補填する（第115条）。
宗教団体と宗教施設は宗教省から運営許可を得る必要がある。

### 事件
2018年8月、ソマリランド当局はブラオで活動するカトリック系支援組織のアメリカ人女性を改宗の容疑で逮捕した。アメリカ政府は当局と交渉し、女性は解放され国外退去となった。

## 政治

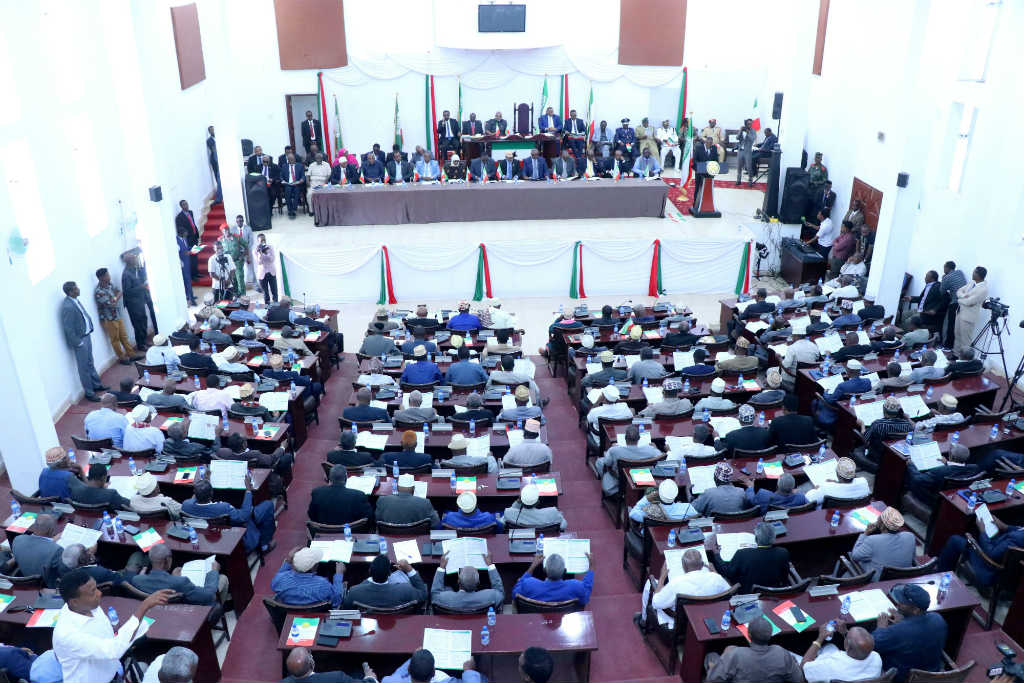
ソマリランド国会議事堂、2020年

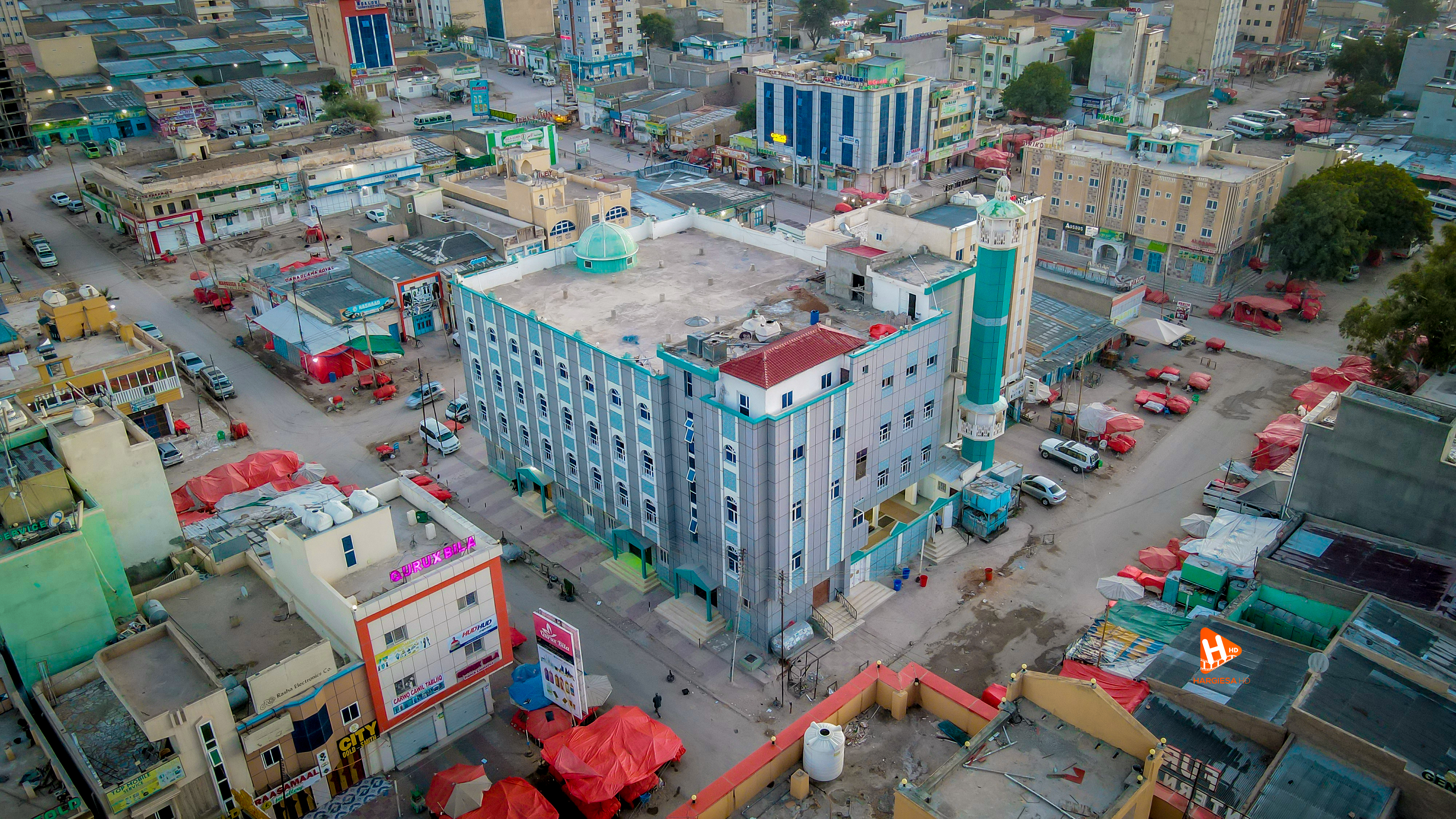
ソマリランドのハルゲイサ市中心部

行政は大統領制をとる。初代大統領はソマリランドを独立に導いたソマリ国民運動の議長が就任した。しかし間もなく内戦となって責任を取る形で辞任し、1993年の国民和解のための大会議（ボロマ会議、ボラマ会議）でソマリランド在住の長老らに選べばれた人物が2代目に就任した。3代目は国民による直接選挙で選ばれ、以降は全て直接選挙によって選ばれている。特に2010年と2024年の選挙では政権交代も行われており、アフリカ有数の平和で民主的な国の一つの根拠とされる。
ソマリランド議会は二院制であり、事実上終身制の議員で構成される長老院と、選挙で選ばれる衆議院から成る。
長老院は、ソマリランド建国以前から存在する各氏族の長老同士の話し合いが、1993年の国民和解のための大会議で制度化されたものである。82人の「長老」から成る。任期は6年と定められているが、長老院が自身の任期延長を決議し続けており、2025年時点では死亡による入れ替わりを除いて一度も改選されていない。
衆議院は、政党から立候補した人物の中から、自由総選挙における秘密投票により選ばれる（憲法第40条）。選挙に参加できる政党は3つまでしか存在を認められていない（憲法第9条第2項）。政党は全国規模で展開している必要があり、地域や氏族に偏りがあるものは憲法違反とされる（憲法第9条）。これは政党が氏族集団となって対立することがないようにするための工夫と考えられている。この制度は2012年に始まり、10年おきに見直しされるとされている。2025年1月1日に初めての改選が行われ、ワダニ、カー、クルミエの3つの政党が承認され、2034年1月1日まで有効とされた。

## 言論・報道
アメリカのNGO団体フリーダム・ハウスが発表した世界208の国・地域の「総合自由度スコア」によると、ソマリランドのスコアは100点中の47点で「やや自由」とされており、125位である。参考として、同じ基準で日本は96点/12位、アメリカは84点/54位、中国は9点/189位、ソマリアは8点/191位である。
言論統制が厳しいとされており、2018年に東部の紛争地帯を取材した記者を、2020年にはFacebook上でソマリランド警察を批判する投稿を行ったジャーナリストを、ソマリアの大統領モハメド・アブドゥライ・モハメドと面会した女性をそれぞれ逮捕している。
2022年にはイギリスBBCが「中立性を失い、ソマリランドの独立に反する行動をしている」として放送禁止処分になった。

## 治安
ソマリア本土より治安が守られている。

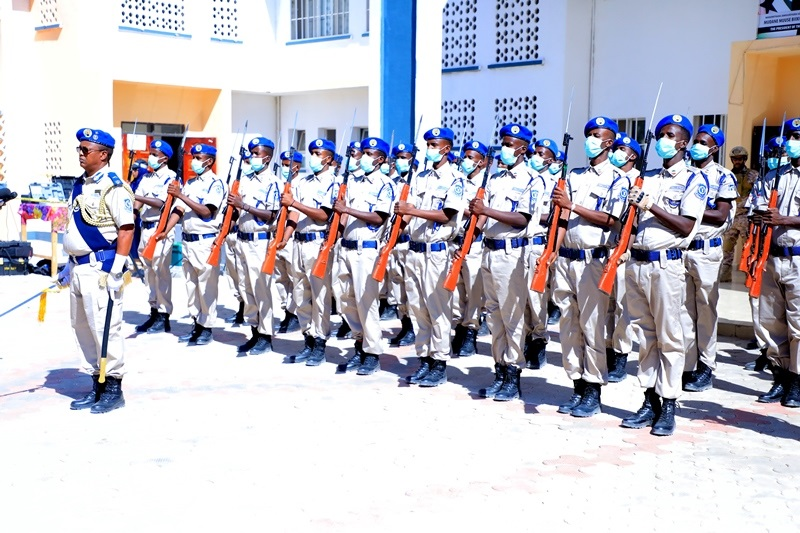
ソマリランド警察創設27周年記念式典

イギリス政府のウェブサイトによれば、ソマリアの治安が「渡航を控えるよう勧告」なのに対し、ソマリランド西部の3地域、アウダル地域、マローディ・ジェーハ地域、サヒル地域は「必要不可欠な場合を除き控えるよう勧告」となっており、ソマリア本土に比べれば危険が少ないとしている。ただしソマリランド東部はソマリアと同レベルとされている。
日本国外務省は、「ソマリランドを含む全土に渡って」ソマリアの治安が極めて不安定であり、渡航者がテロに巻き込まれる可能性や誘拐の被害に遭う可能性が非常に高い状況とし、危険レベル4「退避してください。渡航は止めてください（退避勧告）」を出している。
2003年には国境なき医師団の医師が殺害される事件が発生している他、2005年には民間人と警察との間で銃撃戦が行われたり、アル・カーイダ戦闘員が逮捕されたりもしている。

## 地理・気候

ソマリランドの地図（実効支配していない地域も含む）

ソマリランドは北のアデン湾に沿って740 kmの海岸線を持ち、それにほぼ並行して低い山脈がある。この山脈を境に気候が分かれている。
海岸沿いは「グバン」と呼ばれ、年を通じて降雨量が少ない。夏季は気温が高いが湿度は低い。それ以外の季節は夏季よりは気温低いが高温多湿となる。山脈は「オゴ」と呼ばれる。山脈より南には「ハウド」と呼ばれる草地があり、過ごしやすい。
雨季は年に2回あり、4月から6月の雨季はグーと呼ばれ、雨量の50-60%がこの季節に降る。8月から10月の雨季はディルと呼ばれ、雨量の20-30%がこの季節に降る。12月から3月のジラール、7月から8月のハガは乾季である。旱魃の被害が強いが、雨季には洪水の被害もある。

## 産業

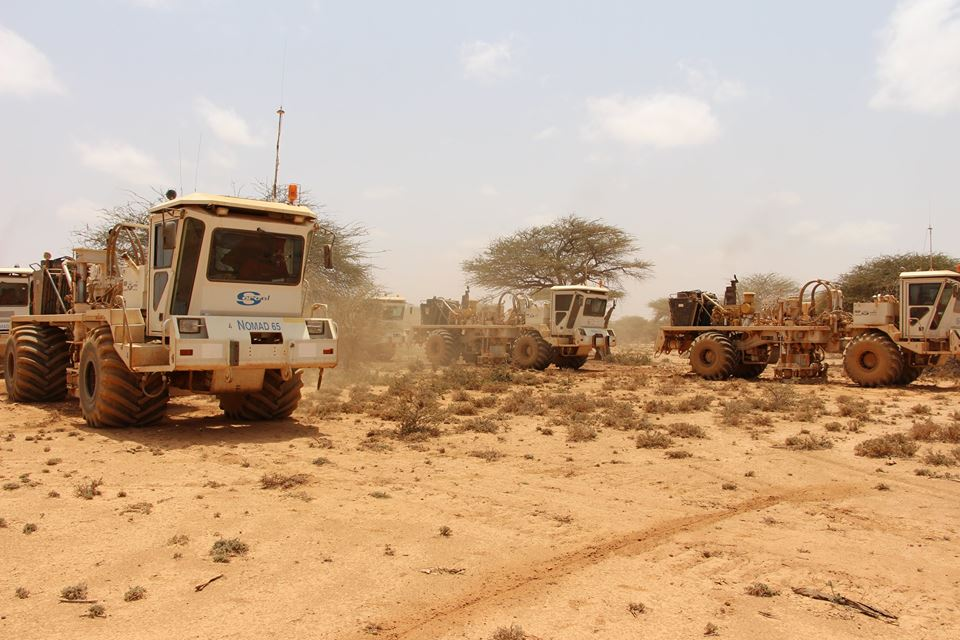
ソマリランドでの石油とガスの探査活動

ソマリアと比べて政治の安定性はあり、経済も機能しているが、国際的には最貧国の一つとされる。

### 畜産
畜産はGDPの最大を占める経済活動で、GDPの60％、対外輸出収入の約85％を占めている。降雨量が比較的多い国の西部では牛が主流である一方、乾燥した東部、中央部、北部では主にヤギ、ヒツジ、ラクダが飼育されている。2019年の輸出品目としては羊/ヤギが9700万ドル、牛が6300万ドル、ラクダが3700万ドルだった。

### 農業
農業はGDPの15%を占める国内で2番目に重要な経済活動である。国民の20-25%が農業で生計を立てている。多くの農家は自給自足であり、主な作物はソルガムとトウモロコシである。灌漑を行わない乾燥農業が90%である。

### 漁業
ソマリ人はあまり魚を食べないため、漁業は盛んではない。推定潜在漁獲量は 19万-21万トンであるとされているが、実際の漁獲量は年間3千トンである。輸出品目としては魚が600トン/年で15万ドルと最も多いが、フカヒレは単価が高く量は8トン/年程度だが金額は12万ドルに上る。

### 鉱業

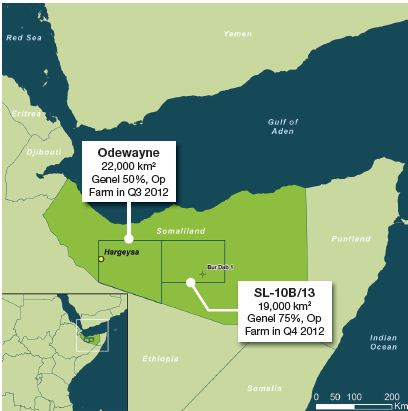
ソマリランドの石油地域はシェブロン、モービル、シェルによる以前の掘削で示され、ジェネル・エナジーはジェネル・ウェストで石油ショーを開催し、2バーレルの原油が見つかった、ジェネル・エナジーはトゥーサン地域での石油掘削を計画している

潜在的な埋蔵量はあるとされているが、ほとんどが調査段階に留まっている。インドや中国などと採掘契約を結んでいる。
2023年1月、ソマリランド政府は国内で初めて原油を発見したと発表した。

## 経済

### 為替レート
次のグラフは毎年1月1日時点の1米ドル当たりのソマリランドシリングの為替レートである。
独立以降、米ドルに対する価格は下降傾向にあったが、2020年代になってソマリランド中央銀行の介入で1ドルが約8600シリングとなるよう調整されている。

### 決済方法
モンティ・マンフォードの2010年のレポートによると、ソマリランドでは現金があまり信用されておらず、キャッシュレス化が進んでおり、モバイルバンキングが盛んであるという。ソマリランド国内ではモバイルバンキングキャリアが競争を繰り広げており、広く利用されている。また、世界各地のソマリランド離散民は、ダハブシルのような海外送金業者を使用してソマリランドにアメリカ合衆国ドル（米ドル）を送金しており、ソマリランドの人々は世界各地の代理店および支店を通じて入金されてから5分以内に米ドルを引き出すことができる。

### 海外からの送金
国外ディアスポラからの送金が2018年には14億ドルあり、GDPの約50%に相当している。ただし2020年には13億ドルとされており、減少傾向にある。

### カート

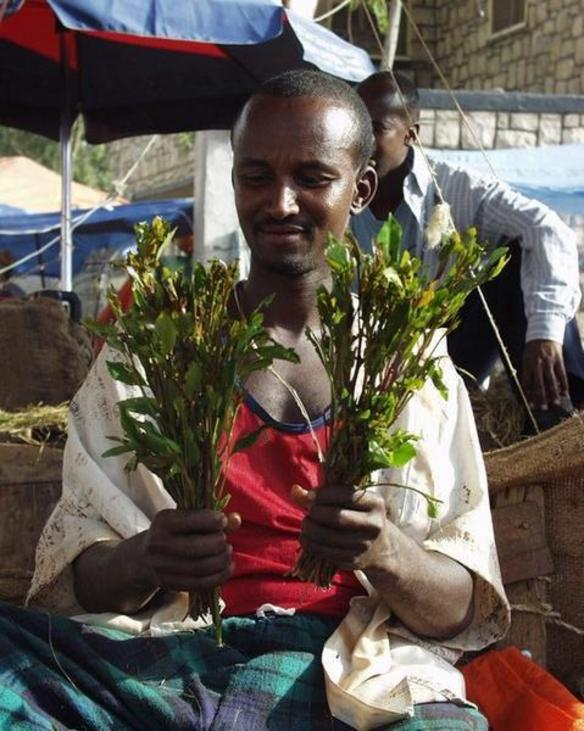
ブラオでカートを販売する男

カートと呼ばれる嗜好植物の消費量が多く、経済にも影響を与えている。2015年の報道によれば、GDPの30パーセントがエチオピアからのカート輸入に使われており、外貨の多くを失う原因となっている。また、カートの輸入税が税収の2割を占め、重要な政府財源となっている。

## 交通・輸送
ハルゲイサ国際空港にはジュバ航空、エチオピア航空、フライドバイ、マースク・エアカーゴなどが就航している。主な行先はモガディシュ、アディスアベバ、ジブチ、ドバイなどである。
ソマリランドには鉄道が無い。ただしエチオピアがソマリランドのベルベラ港と自国を鉄道で結ぶ計画を立てており、エチオピア-ジブチ鉄道を、エチオピアのアイシャで分岐させて接続する計画が2024年に持ち上がっている。
国内交通は車が主流である。現地を走る車の99%は日本車であるという。

## 入国・観光
ソマリランド政府の自己認識はソマリアとは別の国であるため、ソマリランドに入るためにはソマリランドのビザが必要である。政府関係者や特定の国のパスポートを持つ者は入国時にハルゲイサ空港などの国境検問所で取得できる。その他のパスポートを持つ者は、ソマリランド大使館 （ ロンドン 、UAE、ナイロビ、アディスアベバ、ジブチなど）で事前に取得が必要である。
観光名所としては、2002年に発見された紀元前5千年頃と見られる動物壁画がある洞窟ラース・ゲール 、家畜市場、中央マーケット、歴史博物館であるサルヤーン博物館、ソマリランドの戦勝記念碑であるミグ記念碑、独立記念碑などがよく紹介される。

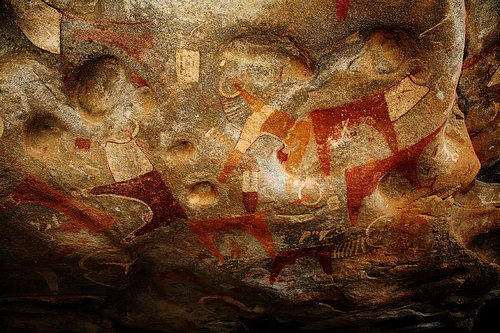
ラース・ゲール洞窟の壁面と動物壁画
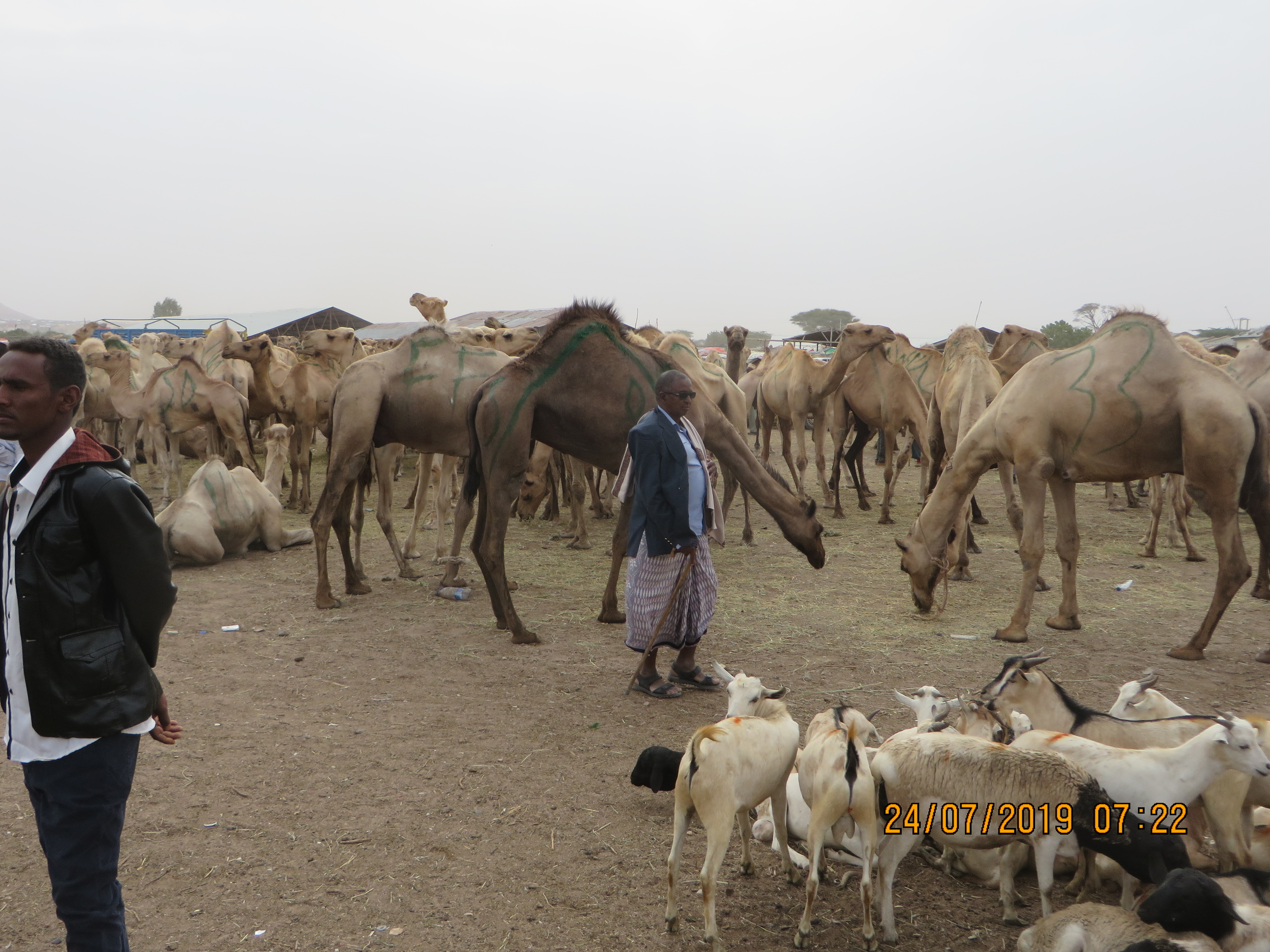
首都ハルゲイサのラクダ市場
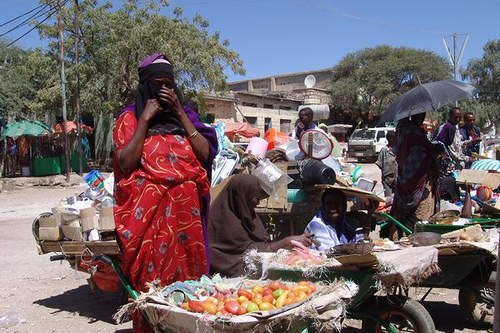
ハルゲイサの市場
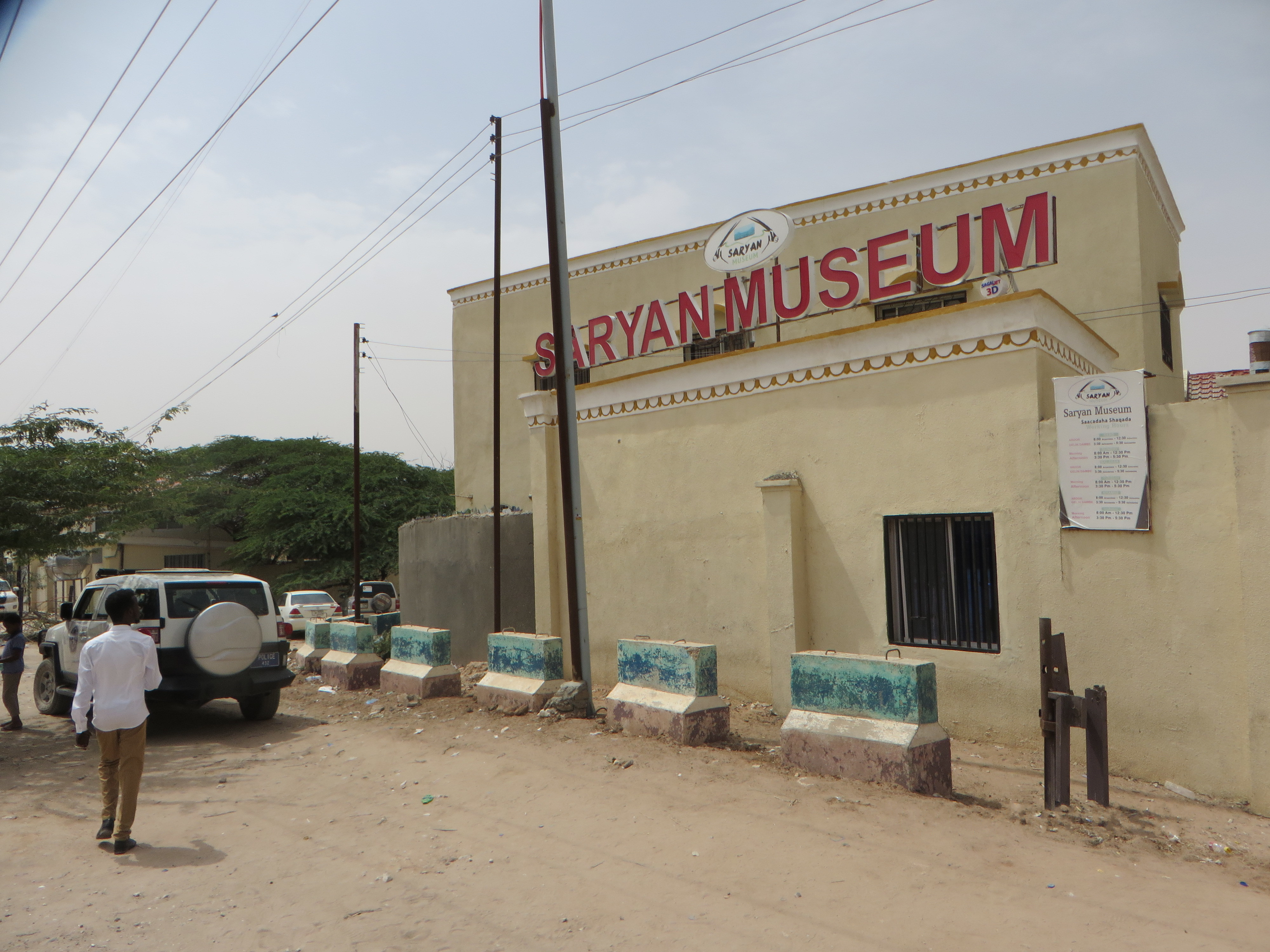
サルヤーン博物館
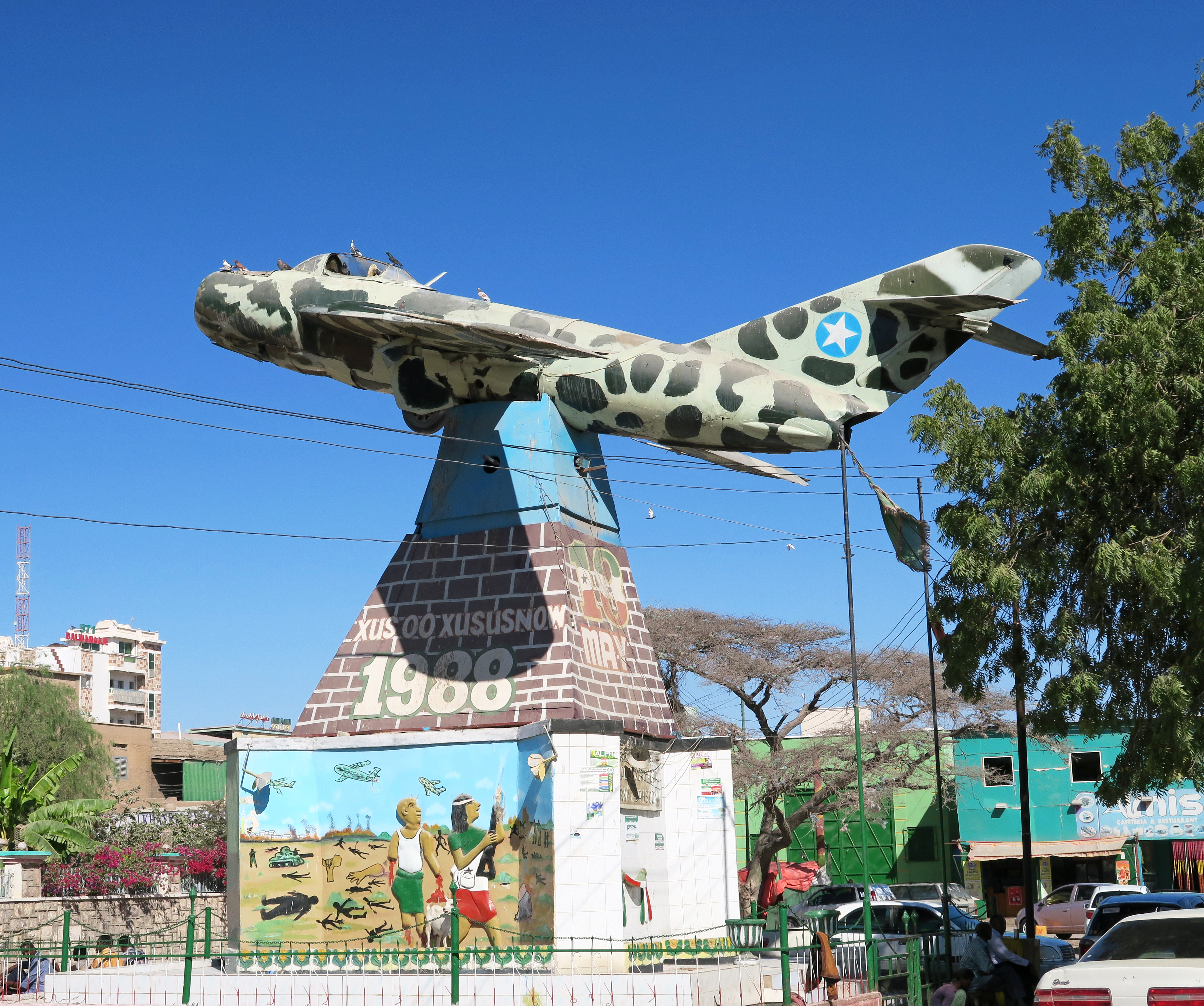
ミグ記念碑
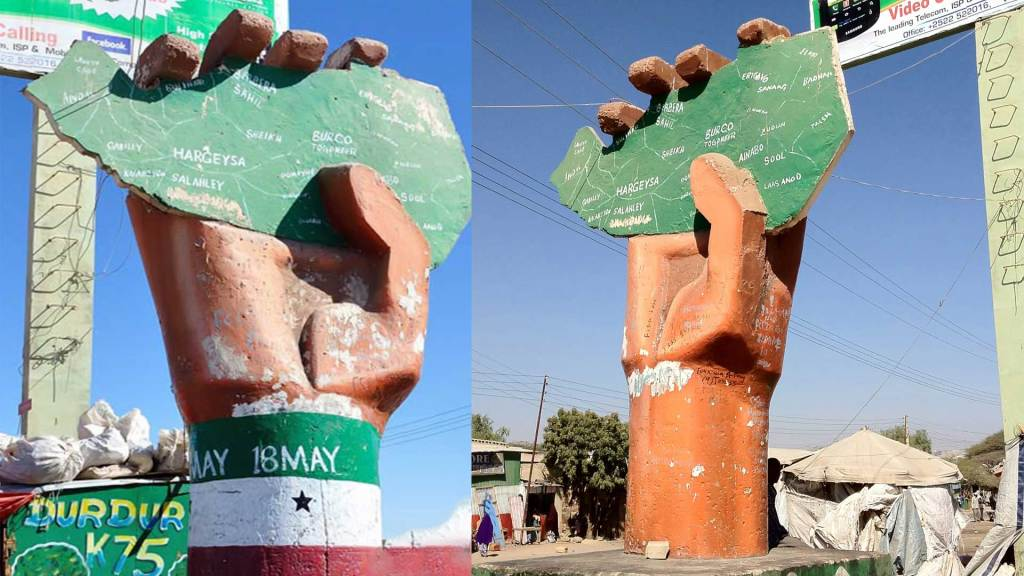
独立記念碑

## スポーツ
未承認国家のため、ほとんどの国際大会にソマリランド代表としては参加できない。
ソマリランドサッカー連盟によって、サッカーソマリランド代表が組織されている。ただし国際サッカー連盟（FIFA）やアフリカサッカー連盟（CAF）には未加盟のため、FIFAワールドカップおよびアフリカネイションズカップには参加出来ない。未承認国家などで構成される独立サッカー連盟の準会員となっている。
女子のスポーツ参加には否定的な意見も多く、2020年には青年スポーツ省がイスラムの価値観に反するとして初の女子サッカー大会を中止すると発表した。

## 教育
2023年の資料によると、識字率は成人全体としては31%だが、若年層（6-13歳）では42%である。
3-4歳の時から6歳までは、イスラーム学校であるマドラサで学ぶ人が多い。授業科目はコーランと、それに付随するアラビア語である。ハルゲイサ市内だけで644校ある。
6歳からは初等教育8年間、中等教育4年間となっている。その後に高等教育（大学）となる。初等教育学校は1274校、中等教育学校は210校ある。中等教育、高等教育に進むためには学力試験があり、中等教育に進むための試験は英語、数学、ソマリ語、アラビア語、理科、イスラーム、社会であり、高等教育に進むための試験は理科が生物、物理、科学に、社会が歴史と地理に分かれる。

## 人権

### 女性器切除
15～49歳の女性の98%が女性器切除を受けていると言われている。首都があるマローディ・ジェーハ地域が最も低いがそれでも95%以上であり、アウダル地域で97%以上、その他の地域では99%以上とされる。

## 歴史

### 紀元前
紀元前5000年ごろの作とされる洞窟壁画がラース・ゲールに存在する。

### 植民地時代

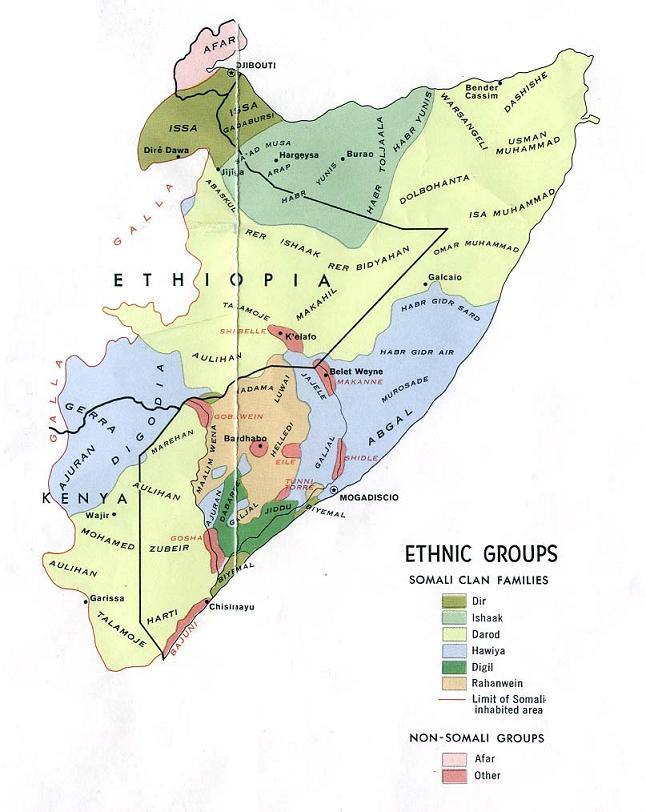
ソマリ人地域（歴史的なソマリランド）と氏族分布

19世紀後半、ソマリランドはソマリランドに住む多くの有力氏族と同盟関係を結び、保護した。イギリスは1887年にヨーロッパの列強が参加したベルリン会議で「ソマリランド」を保護領（イギリス領ソマリランド）とすることを宣言した。そして1897年までの間にフランス領、イタリア領、エチオピア領との境界が明確化された。

### ソマリア共和国
1950年代、イギリス領ソマリランドのソマリ人が、1960年に予定されているイタリア信託統治領ソマリアの独立に合わせてイギリス領ソマリランドを統合することを要望し、イギリス政府に認められた。統合に先立つ1960年6月26日にイギリス領ソマリランドだけがソマリランド国（英語: State of Somaliland）として独立した。そして7月1日にイタリア領と統合されて、「ソマリア共和国」が発足した。
ところがモガディシオの中央政府は南部出身者が主導権を掌握し、南部優遇の経済政策などを推し進めた。北部で産出した農作物・果物類は輸出されたが、得た外貨は南部の開発に費やされた。オガデン戦争（1977年 - 1988年）でソマリアに軍事支援されたエチオピア国内のソマリ人の一派オガデン氏族が、ソマリランドの主体住民であるイサック氏族にも攻撃を加えたため、ソマリア政府への反発が強まった。そこへ追い打ちをかけるように当時の人口に匹敵する130万人超が難民として押し寄せた結果、経済は圧迫され政治は混乱した。
北部地域ではソマリア中央政府および南部地域への反感が強くなり、ソマリア中央政府とは独立した独自の政府を求める声も高まっていった。一方、エチオピア国境付近を拠点とするイサック氏族主体の軍閥ソマリ国民運動（SNM）が1988年に蜂起したが、ソマリア政府軍はSNMを匿う市民を含めて弾圧・虐殺（イサック・ジェノサイド）を行い、処刑されたのは20万人とされる。
ただしそのソマリア政府は1991年1月に当時の大統領モハメド・シアド・バーレが首都から追放されて崩壊し、その後は内戦状態となった。

### 分離再独立
1991年1月にバーレ政権が崩壊した後の1991年5月18日、旧イギリス領ソマリランド地域の長老が共同で分離・独立を宣言し、24日に新生ソマリランド共和国を発足させた。
初代大統領にはSNM議長のアブドゥラフマン・アリ・トゥールが就任した。しかしソマリランド統一後は氏族同士が争う内戦状態となった。トゥール大統領は内戦終結に失敗し、長老会議（グルティ）に仲裁を依頼した。その結果、国民和解のための大会議と呼ばれる話し合いが行われ、1993年5月に第2代大統領にイブラヒム・エガルが選出された。エガル大統領は和解と武装解除を進め、政治体制も整え、国内勢力の対立を概ね解消した。
1998年に東部にプントランドが成立し、ソマリランド東部もその領域にあると宣言した。そのためソマリランドとプントランドは潜在的な対立状態となり、国境付近では小規模な戦闘が発生したが、エガル大統領とプントランドのユスフ大統領は共に戦線拡大を望まず、本格的な対立には至らなかった。
エガルは2002年に在任中に死去し、副大統領だったダヒル・リヤレ・カヒンが大統領に昇格した。翌年の大統領選挙でカヒンが当選した。2005年9月に下院の議会選挙が行われ、3党が82議席を争った。その結果、カヒン政権の与党統一人民民主党が33議席を獲得して第1党になり、次いで平和統一開発党（クルミエ） (Peace, Unity, and Development Party) が28議席、正義開発党 (For Justice and Development) が21議席を獲得した。

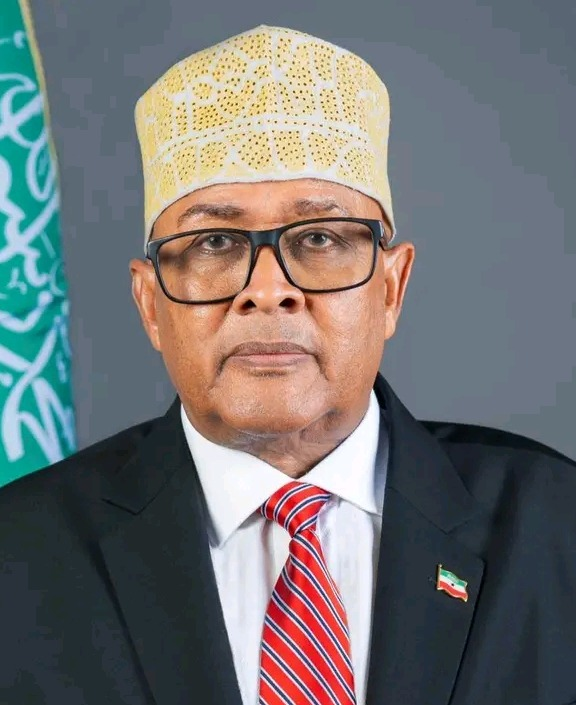
2025年4月現在の大統領、アブディラフマン・モハメド・アブドゥラヒ

2009年に大統領選挙を実施する予定だったが、選挙人名簿の不備を理由に政府は延期を重ね、8月に選挙人名簿無しのまま選挙戦が始まった。これに対し、野党が反発。野党が優勢な下院は大統領選を再考する決議を採択した。2009年8月29日、野党が優勢なソマリランド下院を、大統領の命を受けたソマリランド軍が武力で制圧。議員は議場に入れない状態となった。イギリスとアフリカ連合、エチオピアが仲裁に乗り出した。
2010年6月26日に大統領選挙が行われ、現地の選挙管理委員会は最大野党クルミエ党首のアフメド・モハンマド・シランヨの当選を発表した。2012年に一部領域がチャツモ国として独立を宣言したが、2017年10月20日に両者合意のもと、ソマリランドが再吸収した。

## 国際関係と外交
2025年1月現在、ソマリランド外務大臣はアブディラフマン・ダヒル・アダン・バカール (Abdirahman Dahir Adan Bakaal)が務めている。
国連加盟国でソマリランドを正式に国家承認している国家は無い。ただし2024年1月にエチオピアとの間でソマリランド港の使用に関する覚書が交わされ、ソマリランド大統領はその後の談話でエチオピアがやがてソマリランドを承認する最初の国となるだろうと述べている。非加盟国では中華民国（台湾）とミクロネーションのリベルランド自由共和国の二ヶ国しかないが、十カ国に駐在員事務所を持っているほか、三カ国の在外公館が首都ハルゲイサにある。
ソマリランドの在外事務所
- エチオピア・首都アディスアベバ（連絡事務所）
- ジブチ・首都ジブチ市（事務所）
- ケニア・首都ナイロビ（連絡事務所）
- 南アフリカ共和国・行政首都プレトリア（駐在員事務所）
- アメリカ合衆国・首都ワシントンD.C.（駐在員事務所）
- フランス・首都パリ（事務所）
- イタリア・トリノ（駐在員事務所）
- スウェーデン・首都ストックホルム（駐在員事務所）
- イギリス・首都ロンドン（駐在員事務所）
- 中華民国（台湾）・首都台北（ソマリランド代表処）

在ソマリランド外国公館
- エチオピア（領事館）
- デンマーク（事務所）
- ケニア（連絡事務所）※保留中
- 中華民国（台湾）（台湾代表処）

### ソマリア
ソマリランドは国際的にはソマリアの一部であるが、ソマリランドは一方的にソマリアからの独立（あるいは再独立）を宣言しており、ソマリアは外国の扱いである。ソマリランドが独立宣言した1991年当時は、ソマリアの首都近辺では内戦のためまともな政府が存在しなかった。1999年3月からソマリア再統一の動きがあり、特に隣国ジブチが力を入れており、この一環として2000年4月にジブチの代表団が統一ソマリアを呼びかけるためソマリランドを訪問しようとしたが、ソマリランド政府は入国を拒絶した。2021年時点でもソマリア政府に対して激しく反発しており、ソマリアとの再統合は、もはや不可能な情勢になっている。

#### プントランド
1998年に独立したプントランドは、ソマリア政府とは別に独自に活動している自治政府であるが、ソマリランドと異なりソマリアへの帰属を表明している。プントランドは成立時にソマリランドの東部に当たる地域も領土と宣言したため、ソマリランドと潜在的な領土問題が生じたが、設立当初はソマリランドと表立った対立は無く、領土問題は曖昧なままだった。しかし2003年にソマリランドで直接投票による大統領選挙が行われることとなり、ソマリランドの立候補者がプントランドも領有権を宣言している地域に選挙運動のため立ち入った結果、プントランドとの領土問題が顕在化し、プントランドがこの地域最大の都市ラスアノドを軍事占領して、以後はプントランドとソマリランドは継続的な対立状態となっている。2007年にソマリランドがプントランド国内の政治混乱に乗じてラスアノドを軍事占領し、以後は徐々にソマリランドが支配領域を広げ、2022年8月にはプントランド軍最大の基地があるボアメを占領して、プントランドとの係争地域の南半分はソマリランドの支配下となった。しかし2023年にラスアノドの住民が反乱してソマリランドからの離脱とソマリアへの帰属を宣言している。

### エチオピア
隣国のエチオピアはハルゲイサに事実上の大使館を設置しており、両国は緊密な関係を保持している。エリトリアの独立によって内陸国になったエチオピアにとって、ソマリランドの港湾都市ベルベラは貿易ルートとして重要という背景もあり、コンテナ取扱施設拡張の完成式典に代表を派遣した。
2024年1月にはソマリランドの海岸貸与と引き換えに、国連加盟国として初めてソマリランドの独立を承認すると噂されたが、ソマリアをはじめとする国際的な反発が強く、2024年12月にトルコの仲介でソマリアとエチオピアが和解して貸与の話は立ち消えになったとされている。
エチオピアがソマリランドを承認しないのは、エチオピア国内にもソマリ人が住んでいるなど、少数民族を抱えた国が多いためであるとも言われている。

### アラブ首長国連邦
アラブ首長国連邦のドバイに拠点を置くDPワールドが、ソマリランドのベルベラの港湾施設にソマリア政府に無断で巨額の投資をしており、ソマリア政府から非難されている。アラブ首長国連邦は東アフリカでトルコと経済的な覇権を争っており、ソマリアとの関係が深いトルコに対抗してソマリランドとの安全保障関係を模索している。

### 台湾
2020年7月、台湾との外交関係を樹立した。
2023年7月には商務及び貿易関係促進のMOU締結をするなど関係を深めている。

### 中国
ソマリランドと台湾の関係が深まっていることもあり、中国政府はソマリランドに外交圧力をかけているとされる。